# Великий восток Португалии
Вели́кий восто́к Португа́лии, Вели́кий восто́к Лузитании (порт. Grande Oriente Lusitano, GOL) — это старейшее масонское послушание в Португалии, основанное в 1802 году. Его первым великим мастером был Себастьян Жозе де Сан Пайю де Мелу и Каштру Лузиньян.

## Великий восток Португалии

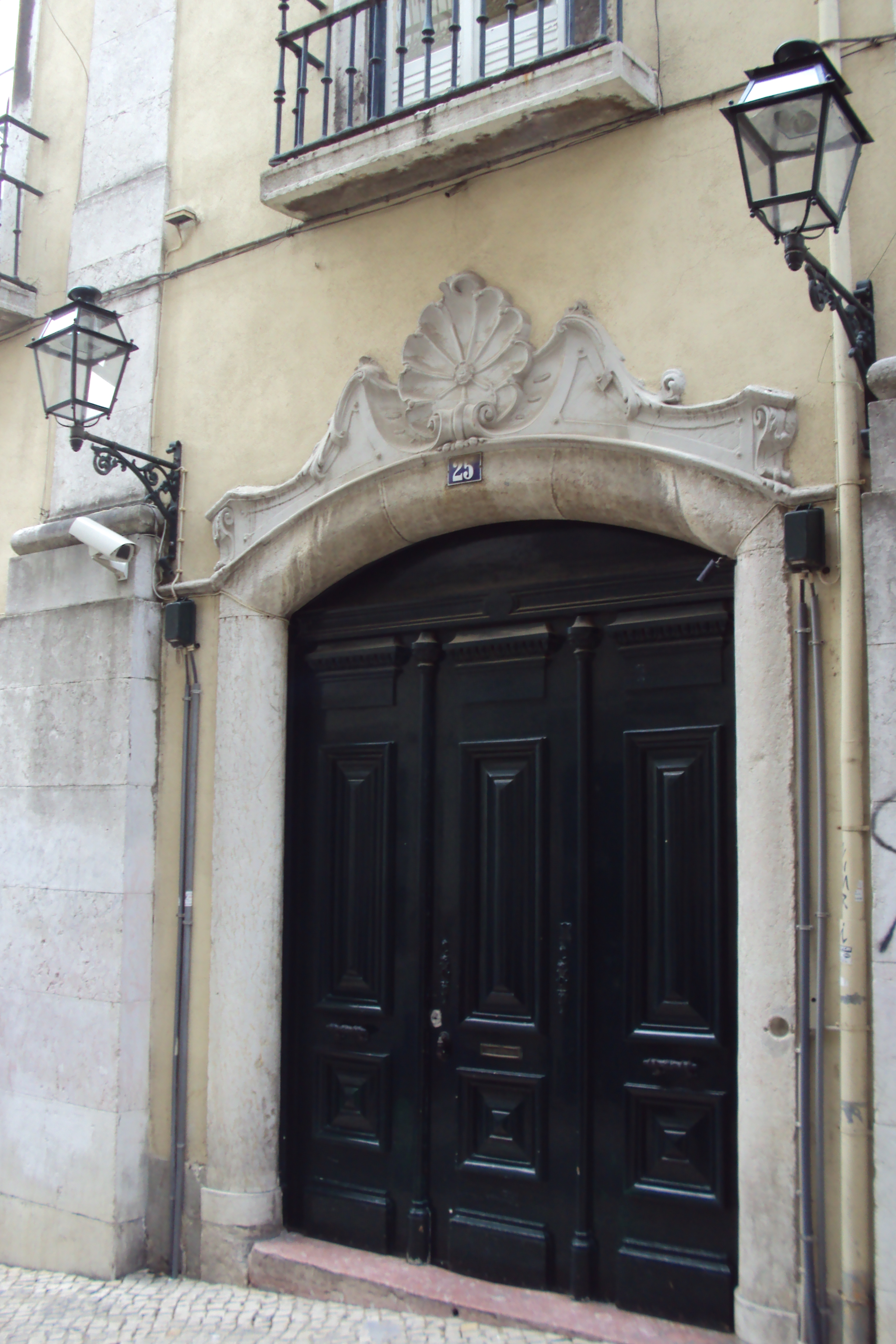
Вход в Великий восток Португалии

Великий восток Португалии относится к либеральному масонству, имеет признание Великого востока Франции и входит в состав CLIPSAS.
Ложи под юрисдикцией Великого востока Португалии работают по ДПШУ и Французскому уставу.

## История
История Великого востока Португалии тесно связана с историей самой страны. Во многом благодаря деятельности масонов в Португалии произошли следующие события:
- Либеральная революция 1820 года
- Отмена смертной казни в 1867 года[1]
- Установление Первой Португальской республики в 1910 году[2]

На протяжении своей истории Великий восток Португалии не раз подвергался гонениям и нападкам со стороны наиболее консервативных и реакционных кругов общества. Во время так называемого «Нового государства» (1933—1974) собственность Великого востока Португалии была конфискована, в том числе расположенный в центре Лиссабона Масонский дворец, который был передан Португальскому легиону, призванному «защищать государство». Сами масоны были вынуждены уйти в подполье или эмигрировать из-за угрозы тюремного заключения. После Революции гвоздик в 1974 году Великий восток Португалии получил возможность вести свою деятельность открыто и вернуть себе утраченное имущество. 25 января 2003 года в СМИ впервые появилось обращение Великого мастера к португальскому народу. 20 марта того же года президент Португалии Жорже Фернанду Бранку де Сампа́йю посетил Масонский дворец.
Под эгидой Великого востока Португалии существует культурное и филантропическое общество Grémio Lusitano, штаб-квартира которого находится в Масонском дворце. В том же здании располагается Масонский музей, признанный многими одним из лучших в Европе. Музей открыт для широкой публики.